# Zamość (powiat piotrkowski)
Zamość – wieś w Polsce położona w województwie łódzkim, w powiecie piotrkowskim, w gminie Czarnocin.
W latach 1975–1998 miejscowość należała administracyjnie do województwa piotrkowskiego.